# Metallarcha zygosema
Metallarcha zygosema is een vlinder uit de familie van de grasmotten (Crambidae), uit de onderfamilie van de Spilomelinae. De wetenschappelijke naam van deze soort is voor het eerst voorgesteld door Oswald Bertram Lower in een publicatie uit 1898.
De soort komt voor in Australië.